# Canal 4 Tenerife
Canal 4 Tenerife es una cadena de televisión local de la isla de Tenerife (Canarias, España), cuya sede se encuentra en la Calle Cruz Verde de Santa Cruz de Tenerife. Cuenta con cobertura en toda la isla-Cabildo Insular de Tenerife, la emisión se realiza en TDT a través de los canales Norte: 30, Metropolitano: 24 y Sur: 38, en cuanto a la radio sus frecuencias son: Norte: 89.0, 95.8, 105.1 Metropolitano: 99.5, 98.8, 96.8  Sur: 100.3, 94.8, 94.0 
Tiene su origen en la antigua Tele Italia Tenerife empezando las emisiones en 1995 siendo su mayor parte de la programación conexiones con programas de Mediaset (Canale 5, Italia 1, Rete 4). Dentro de su programación fue pionera al incluir programas como el Tele Arona, primera inclusión de un espacio municipal en las televisiones locales de Canarias.
Director: Dailos Cañizares
- Canal 4 Tenerife pertenece a un grupo de comunicación integrado en Radio y Televisión.

Conecta a diferentes horas con Globovisión.
- Canal 11 La Palma Televisión pertenece a un grupo de comunicación integrado en Radio y Televisión.
  - Cabildo Insular de Tenerife:
    - Canal 4 Tenerife Televisión, Canal 4 Tenerife Radio

  - Cabildo Insular de La Palma:
    - Canal 11 La Palma Televisión, y Canal 11 La Palma Radio.

## Canal 4 Tenerife Radio
Cabildo Insular de Tenerife.
TDT: Mux 24, 498 MHz.